# E92
E92 eller Europaväg 92 är en 320 km lång europaväg som går i Grekland.

## Sträckning
Igoumenitsa - Ioannina - Trikala - Volos

## Standard
E92 är mest landsväg, men det finns motorväg (nr A2) mellan Igoumenitsa och Ioannina.

## Anslutningar
| - E55 - E90 gemensam sträcka - E951 |  | - E65 - E75 |